# Гранична швидкість

Сила тяжіння, направлена униз, (F_{g}), зрівноважується стримуючою силою опору (F_{d}) плюс плавучість. У результаті сила, прикладена до об'єкту, стає рівною нулю, що результує у постійній швидкості об'єкту.

Гранична швидкість є найвищою швидкістю, досяжною об'єктом під час падіння крізь рідину чи газ (повітря є найбільш популярним випадком). Це трапляється коли сума сили опору (Fd) та плавучості є рівною напрямленою вниз силі гравітації (FG), що прикладена до об'єкту. Так як рівнодійна сил, що діють на об'єкт, рівна нулю, об'єкт має нульове прискорення.
У гідроаеродинаміці, об'єкт рухається на граничній швидкості за умови, що його швидкість є постійною по відношенню до протидіючої сили рідини, крізь яку він рухається.
Із збільшенням швидкості об'єкту збільшується сила опору, що на нього діє, що також залежить від речовини, крізь яку він проходить (наприклад, повітря чи вода). За досягнення певної швидкості сила опору (чи драг, drag(англ.)) зрівноважиться силою тяжіння, що діє на об'єкт (плавучість розглянемо далі). У цей момент об'єкт припиняє прискорення і продовжує падіння з постійною швидкістю, яка і називається граничною швидкістю (також називається стабілізована швидкість, стабільна швидкість). Об'єкт, який рухається вниз швидше граничної швидкості (наприклад, якщо його кинули вниз, він впав із тоншої частини атмосфери, або змінив форму) буде сповільнюватися, допоки не досягне граничної швидкості. Сила опору залежить від площі проєкції, місця, поперечного перерізу об'єкту чи силуету у горизонтальній площині. Об'єкт з більшою площею проєкції відносно його маси, такий як парашут, має меншу граничну швидкість ніж такі, які мають меншу площу проєкції відносно його маси, як куля.